# Guilty Crown
Guilty Crown (яп. ギルティクラウン гирути кураун) — аниме-сериал, созданный студией Production I.G под руководством режиссёра Тэцуро Араки. Его трансляция началась в программном блоке noitaminA телекомпании Fuji TV в октябре 2011 года, а закончилась — в марте 2012. Музыку для сериала создаёт Хироюки Савано, известный своими саундтреками к «Sengoku Basara», «Blue Exorcist», «Mobile Suit Gundam Unicorn» и др. Также в создании музыки принял участие Ryo (Supercell), который написал песни, исполняемые Инори.

## Сюжет
История разворачивается в 2039 году спустя 10 лет после того, как смертоносный вирус практически опустошил Японию. Главным героем является 17-летний парень по имени Сю Ома, ученик второго класса одной из токийских старших школ, который получает сверхъестественную способность извлекать оружие или инструменты из человеческих тел. Он решает присоединиться к партизанскому отряду, противостоящему частной компании, управляющей страной.

## Персонажи

### Главные герои
Сю Ома (яп. 桜満 集 О:ма сю:) — семнадцатилетний парень, ученик второго класса старшей школы, главный протагонист сериала. Робкий и нерешительный, но очень добрый и отзывчивый мальчик. По чистой случайности получает «силу королей» или иначе «ген пустоты», который позволяет ему извлекать Пустоты (объекты с особыми свойствами, которые отражают индивидуальность обладателя, его «сердца»), из-за чего вынужден присоединиться к «гробовщикам». Со временем в его памяти начинают всплывать обрывки из его забытого прошлого — события 2029 года, знакомство с Гаем (Тритоном), смерть сестры Маны — и он понимает, что его роль в происходящем далеко не так случайна, как ему казалось вначале. Родная мать умерла при родах из-за поражения вирусом Апокалипсиса. Приемная мать Харука работает в «Генезисе». Отец Куросу был экспертом по Апокалиптическому вирусу, искал лекарство от него в надежде спасти зараженную дочь Ману, умер в год «Потерянного рождества» от руки лучшего друга. Войд Сю — рука, позволяющая забирать войды и болезни других людей. Влюблен в Инори (в начале безответно). Очень привязан к Харэ, после её смерти теряет себя и становится безжалостным тираном, «принцем войдов», идущим к своей цели, невзирая на средства. Но лишившись «гена пустоты» (вместе с рукой), переосмысливает произошедшее и решает принять на себя ответственность за мир, спасти его только ценой своей жизни.
Сэйю: Юки Кадзи
Инори Юдзуриха (яп. 楪 いのり Юдзуриха Инори) — главная героиня сериала, юная певица из «виртуальной» группы EGOIST, член организации «Гробовщики». Похищает для Гая из «Генезиса» ампулу с «геном пустоты», раненная прячется на территории кампуса школы Сю, где случайно сталкивается с ним, что становится началом его участия в последующих событиях. По приказу Гая Инори становится помощницей и спутницей Сю, но со временем влюбляется в него. Инори — искусственный человек. Она была создана для воскрешения сестры Сю, Маны. Гай случайно нашел её в инкубаторе и «разбудил». Инори считает, что Гай подарил ей жизнь, и потому очень предана ему. Созданная как «клон» Маны, Инори носит в себе скрытое зло и по мере возрождения Маны, начинает терять себя, превращаясь временами в жестокого берсерка. Но в отличие от Маны Инори не является источником вируса, напротив «генетический резонанс» её голоса разрушает вирус. Так переливания крови от Инори к Гаю, которые происходят пару раз в месяц, способствует сдерживанию развития вируса у последнего. Личность Инори почти полностью уничтожают, когда её тело используют для воскрешения Маны, но в последний момент она возрождается, чтобы спасти жизнь Сю, принявшему в себя войды и вирус Апокалипсиса. Войд Инори — меч невероятной силы, вероятно имеющий общую природу с «вирусом Апокалипсиса».
Сэйю: Ай Каяно

### Гробовщики
Гай Цуцугами (яп. 恙神 涯 Цуцугами Гай) / Тритон (яп. トリトン Торитон) — семнадцатилетний лидер «гробовщиков». В детстве осиротел и был похищен таинственной организацией «Даат», планировавшей «Апокалипсис», в ходе которого родится новое человечество от Евы (зараженной вирусом Маны) и Адама, которого пытались сделать из Гая. Сбежал из заточения. Впервые встретился с Сю и его старшей сестрой Маной летом 2029 года (был найден ими на берегу моря, за что получил имя Тритон от Маны). За лето, проведенное с ними, стал лучшим другом Сю и безответно влюбился в Ману. Первым заметил, что вирус разрушает её и превращает в чудовище, и хотя не разлюбил её, все же попытался предупредить Сю о её «темной стороне». После событий «Потерянного рождества» и гибели Маны, принимает решение «стать сильнее» и покидает Сю. Спустя некоторое время создает и возглавляет организацию «Гробовщики», бунтующую против порядков установившихся в зараженной вирусом Японии. Дважды погибает вместе с ней (оба раза от руки Сю) — после первой смерти «Даат» возвращают его к жизни, чтобы сделать Адамом Маны, и он вынужден присоединиться к ним, предав своих друзей, ради шанса избавить Ману от участи разрушительницы мира. Гай заражен вирусом Апокалипсиса, что держит в тайне от «Гробовщиков», заражение позволяет ему видеть пустоты других людей. Войд — винтовка, материализующая войды других людей. После «воскрешения» становится также носителем «гена пустоты» (отнимает его у Сю).
Сэйю: Юити Накамура
Аясэ Синомия (яп. 篠宮 綾瀬 Синомия Аясэ) — парализованный пилот меха-машин, боевик «Гробовщиков». Была боевым инструктором Сю перед официальным принятием того в «Гробовщики». Независимая девушка, не приемлет помощи, вспыльчива и прямолинейна. Глубоко предана Гаю, после его гибели впадает в глубокую депрессию. Однако когда Гай возвращается к жизни и примыкает к Даат, противостоит ему и даже готова принять «ген пустоты» для того чтобы сразится с ним на равных. Войд — сапоги, позволяющие Аясэ перемещаться на огромной скорости и летать.
Сэйю: Кана Ханадзава
Цугуми (яп. ツグミ) — четырнадцатилетняя девушка-хакер, в «Гробовщике» отвечает за компьютерную войну, кодовое имя «Черный Лебедь». Драчлива, имеет взрывной характер, напориста, нередко грубит, скрывает свои слабости. Цугуми лучшая подруга Аясэ, защищает её и заботится, насколько та ей позволяет. Войд — ручной сканер, создающий управляемых «двойников» других людей.
Сэйю: Аяна Такэтацу
Кэндзи Кидо (яп. 木戸 健治 Кидо Кэндзи) — серийный убийца. Был заключенным GHQ до того, как его вытащили Сю и Гробовщики. Войд — оружие, позволяющее управлять гравитацией.
Сэйю: Нобухико Окамото
Аруго Цукисима (яп. 月島 アルゴ Цукисима Аруго) — 17-летний боевик «Гробовщиков», специалист в рукопашном бою и использовании ножей. Его войд — стержень. Противостоит Сю, когда тот становится «тираном», позже помогает в борьбе с Гаем, остается в живых.
Сэйю: Анри Кацу
Огумо (яп. 大雲) — боевик «Гробовщиков», специализируется на огнестрельном оружии и взрывчатых веществах. Большой, тихий, преданный человек. Погибает, защищая Харуку (мать Сю).
Сэйю: Косукэ Такагути
Сибунги (яп. 四分儀 Сибунги) — 27-летний мужчина, второй после Гая в «Гробовщиках» и его ближайший друг и соратник, «мозговой центр» организации. Познакомился с Гаем в какой-то африканской «горячей точке», был поражен его духовной силой и непонятным стремлением к смерти. По словам Сибунги, именно он сделал из Гая лидера. После предательства Гая узнает, что тот использовал «Гробовщиков» в личных целях, присоединяется к борьбе с ним, помогает спланировать и осуществить последнюю атаку на «Даат».
Сэйю: Такэхито Коясу
Фью-неру (яп. ふゅーねる Фю:нэру) — робот Инори, её «любимец» и защитник.

### Ученики старшей школы
Харэ Мэндзё (яп. 校条 祭 Мэндзё: Харэ) — 16-ти летняя подруга детства Сю. Они оба учатся в одной школе, в одном классе и живут в одном жилом комплексе, и даже состоят в одном клубе — кинолюбителей. Влюблена в Сю, которого всегда поддерживает. Погибает, спасая жизнь Сю, её смерть становится причиной его нравственного падения. Пустота — бинты, способные как лечить людей, так и ремонтировать любые неживые конструкции.
Сэйю: Ю Симамура
Яхиро Самукава (яп. 寒川 谷寻 Самукава Яхиро) — 17-летний член клуба кинолюбителей и одноклассник Сю. Вначале Сю считает его близким другом, ответственным и заботливым человеком. Но позже тот предает Сю, раскрыв правительству его членство в организации Гробовщиков. Яхиро делает это, чтобы его брата, зараженного вирусом Апокалипсиса, взяли в правительственную больницу. Узнав причину предательства, Сю прощает Яхиро и даже пытается помочь тому спасти брата. Во время изоляции кампуса Яхиро способствует избранию Сю новым «лидером» школы и становится его ближайшим соратником и советником, а также автором «войдовой системы рангов», по которой каждому человеку присваивается ранг в соответствии силой и полезностью его войда. Долгое время скрывает от Сю истинную причину смерти Харэ, что позволяет ввести в школе эту самую систему. Участвует в противостоянии Даат. Пустота — ножницы, которые обрезают нить жизни людей, а также режут любые предметы.
Сэйю: Такахиро Мидзусима
Сота Тамадатэ (яп. 魂馆飒太 Тамадатэ Сота) — 17-летний член клуба кинолюбителей и одноклассник Сю. Всегда говорит, что не может угадать настроение другого человека. Пустота — инструмент, способный вскрывать замки любой сложности. После введения ранговой системы в школе был определен в низший ранг. Заражается Апокалипсисом, но позже его болезнь забрал себе Сю, используя свой войд.
Сэйю: Дайсукэ Сакагути
Канон Кусама (яп. 草间花音 Кусама Канон) — 17-летняя одноклассница Сю, староста класса 2-A. Пустота — сканер.
Сэйю: Минако Котобуки
Ариса Кухоин (яп. 供奉院亚里沙 Кухоин Ариса) — 17-летняя президент школьного совета, происходит из хорошей семьи, очень благородна и утонченна. Является внучкой человека помогающего Гробовщикам. Пустота — щит, способный защитить от ракет и прочих снарядов. Во время изоляции школы была смещена с поста президента совета. В последних сериях переходит на сторону Даат для помощи Гаю, в которого влюблена.
Сэйю: Ая Эндо

### GHQ
Генерал-майор Ян (яп. ヤン Ян) — главнокомандующий GHQ. Сын — Дарил Ян, которого он не любит. Генерал считает, что не является биологическим отцом Дарила, и заводит роман со своей секретаршей Эмили. Был убит своим сыном.
Сэйю: Такая Хаси
Сюитиро Кэйдо (яп. 茎道 修一郎 Кэйдо: Сю:итиро:) — глава GHQ. Сюитиро и антитела начали государственный переворот, чтобы свергнуть генерала Яна. После смерти генерала принял командование на себя, обвинив в убийстве генерала «Гробовщиков». Вызвал вспышку вируса Апокалипсиса в Токио.В финале совершает самоубийство, заражая самого себя Апокалипсисом.
Сэйю: Кадзухико Иноуэ
Дарил Ян (яп. ダリル · ヤン Дариру Ян) — лейтенант и сын генерала Яна. Имя: «Kill 'Em All Дэрил», он садист, самовлюбленный, жестокий, причиняет боль другим, и из-за наличия мизофобии, он ненавидит когда к нему кто-то прикасается, считая их инфицированными. Во время переворота убивает отца и его любовницу. Испытывает теплые чувства к Цугуми и даже один раз спасает ее, идя против правительственных войск. Его Войд — «Калейдоскоп».
Сэйю: Коки Утияма
Макото Вальц Сегай (яп. 嘘界 (せがい)ヴァルツ · 誠 Сэгай Варуцу Макото) — майор GHQ антител. Обаятельный мужчина, одетый как клоун и имеет протез левого глаза, он резкий и опытный, способен исследовать и получать любую информацию из других источников. Он немного эксцентричен. Ему нравится общение с людьми и играть в игры на своем мобильном телефоне. Он спокоен, даже в опасных ситуациях. Ему нравится его работа, для него это игра. Был убит Сю, который использовал Пустоту Яхиро.
Сэйю: Канна Нобутоси
Харука Ома (яп. 桜満 春夏 О:ма Харука) — приёмная мать Сю, сестра Сюитиро Кэйдо. Она работает старшим научным сотрудником Сефир Геномикс. Она была помощником отца Сю, Куросу прежде чем стать его женой. Она любит своего сына, но не обращала внимания на то, что её сын имеет Геном Пустоты и дружит с гробовщиками, пока не начался государственный переворот. В последних сериях крадет последний из трех геном пустоты и отдает его Сю, вернув ему его силу.
Сэйю: Тика Фудзимура
Рован (яп. ローワン Ро:ван) — офицер антител GHQ. Обычно помогает своим начальникам. Он также участвовал в государственном перевороте. В последней серии ценой собственной жизни спасает Дарила Яна.
Сэйю: Наоя Носака
Дан Иглмен (яп. ダン · イーグルマン Дан И:гуруман) — полковник американской GHQ. Бывший футбольный тренер, он оптимистичный человек, который подбадривает подчиненных. Был убит во время переворота.
Сэйю: Цугуо Могами
Ю (яп. ユウ Ю:) — таинственный молодой человек, который знаком с Сюитиро. Во время государственного переворота и второй вспышки Апокалипсиса, Ю показывает, что он тоже обладает силой Войда. Он похищает Инори и использует её, чтобы убить Сю, но Гай спасает его.
Сэйю: Юка Нисигаки

### Другие персонажи
Ома Мана (яп. 桜満 真名 О:ма Мана) — сестра Сю. Вместе с Сю нашла мальчика на берегу и назвала его Тритон (Гай). Мана коснулась первопричинного камня и стала первой заражённой вирусом «Апокалипсис». Фактически является катализатором вируса. С Маны началось Потерянное рождество. Во время Потерянного рождества части Маны рассеялись по войдам людей, однако с помощью Сю и его войда Мана возвращала себе эти части. В детстве очень любила брата (не как сестра) и хотела выйти за него замуж, но получив отказ и во второй раз, разрешила Гаю убить Сю.
Дзюн Самукава (яп. 寒川 潤 Самукава Дзюн) — младший брат Яхиро. Был поражен вирусом Апокалипсис. Убит Омой Сю который при этом использовал пустоту Яхиро, по просьбе самого Дзюна.
Ома Куросу (яп. 桜満 クロス О:ма Куросу) — отец Сю. Эксперт по вирусу Апокалипсис. Его первая жена, настоящая мать Маны и Сю, была поражена вирусом и умерла, успев родить Куросу сына (Сю).

## Терминология
Войды (яп. ヴォイド Воидо, англ. Void-пустота) — предметы, заключённые внутри людей. Являются отражением сущности человека. Однозначной информации относительно изменчивости пустот нет, но возможно изменение характера людей меняет их. Разрушение пустоты влечёт за собой быстрое поражение вирусом Апокалипсиса и разрушение хозяина пустоты.
Самой крупной пустотой в аниме является пустота Маны, представляющий собой целое здание. Все пустоты формируются из кристаллов вируса.
Властелин пустоты либо Повелитель войдов (англ. Void Master) — человек, подвергшийся генной модификации, вследствие чего стал обладать возможностью извлекать пустоты. Во время «потерянного рождества» Ома Сю забыл воспоминания о своей сестре и не мог полностью управлять силой пустот, поэтому в начале все носители забывали о моменте извлечения, а после возвращения пустот им приходилось приходить в чувства некоторое время. После того как память вернулась к Сю, он приобрёл возможность отдавать пустоты их владельцам. Для начала извлечения пустоты необходим прямой зрительный контакт между владельцем пустоты и извлекающим. В аниме представлены всего три хозяина — Ома Сю, Цуцугами Гай и некий Хранитель наследия Даат.
Вирус Апокалипсис — генетический вирус. Является эволюционным воплощением Даат. Впервые проявился в форт Роппонги, и в дальнейшем распространился на более обширные территории. Первым инфицированным была сестра Сю — Мана. Она же стала катализатором вируса и началом «Потерянного рождества». Был ли вирус результатом деятельности их родителей (в частности погибшего отца) в компании Genesis неизвестно. После событий в церкви, когда разгоряченный Сю назвал сестру монстром, Мана не смогла сдерживать вирус и стала причиной наступления «Потерянного Рождества» — произошло несколько выбросов вируса, после чего тело Маны погибло.
Внешние проявления заключаются в появлении кристаллических наростов по всему телу, преимущественно разрастающихся начиная с шейно-воротниковой зоны. Вирус поражает не только людей, но также технику и здания, хотя и не развивается на них без стороннего воздействия.
Явное появление наростов называется канцерогенезом. Различают несколько стадий прогрессирования болезни. В GHQ была создана несколько видов вакцины. позволяющая частично обратить канцерогенез или предотвратить его появление. Условно считается, что вакцина обращает канцерогенез только не выше второй стадии. На второй стадии вакцина способна сдерживать прогрессию канцерогенеза. Своевременно привитым людям контакт с кристаллами вируса относительно безопасен. Некоторые люди, попавшие под влияние вируса способны видеть чужие Пустоты, как например Гай и Дзюн (младший брат Яхиро).
Также известно, что вирус резонирует с определёнными звуковыми частотами и в зависимости от частоты либо повышает свою активность, либо разрушается. Так песнь Инори способна обратить канцерогенез.
На основе результатов изучения вируса было создано несколько контейнеров с геном повелителя войда. Также неизвестным образом Genesis смогла вернуть Ману к жизни и Гая, запечатавшего душу Маны.
Потерянное рождество (яп. ロストクリスマス Росуто курисумасу , англ. Lost Christmas) — события, развернувшиеся в декабре 2029 года — за десять лет до текущих событий аниме. Сю с Тритоном и сестрой переехали в Токио к Харуке, матери Сю. 24 декабря Гай попросил прийти Сю в церковь, собираясь рассказать о тёмной стороне личности Маны. Но первой в церковь пришла Мана. Она вручила Гаю подарок, назвав его своим рыцарем. Подарком был неисправный пистолетом и несколько патронов. По просьбе Маны Тритон выстреливает в звезду на ёлке и сильно ранит себя. Мана произносит глумливую речь Тритону, и в этот момент появляется Сю. Мана предлагает «заняться кое-чем приятным», и смешав их гены, создать новое человечество. В этот момент у Маны начинается проявление вируса. Из-за испуга Сю называет сестру монстром. Обида провоцирует Ману и она теряет контроль над собственной силой, положив начало массовому заражению и уничтожив собственное тело.

## Список серий аниме
| phase 01 | Genesis «Хассэй» (発生)                 | 14 октября 2011 |
| phase 02 | Survival of the Fittest «Тэкися» (適者) | 21 октября 2011 |
| phase 03 | Void-Sampling «Кэнсюцу» (顕出)          | 28 октября 2011 |
| phase 04 | Flux «Ё:дзай» (浮動)                    | 4 ноября 2011   |
| phase 05 | A Preparation «Кунрэн» (訓練)           | 11 ноября 2011  |
| phase 06 | Leukocytes «Ори» (檻)                   | 18 ноября 2011  |
| phase 07 | Temptation «Римбу» (輪舞)               | 25 ноября 2011  |
| phase 08 | Courtship Behavior «Кадзицу» (夏日)     | 2 декабря 2011  |
| phase 09 | Prey «Хосёку» (捕食)                    | 9 декабря 2011  |
| phase 10 | Retraction «Сюкутай» (縮退)             | 16 декабря 2011 |
| phase 11 | Resonance «Кё:мэй» (共鳴)               | 23 декабря 2011 |
| special | Reassortment                            | 6 января 2012   |
| Спешл представляет собой компиляцию предыдущих серий. Первая половина состоит из первых двух серий, вторая из небольших отрывков остальных серий до момента кульминации первой сюжетной арки. |                                         |                 |
| phase 12 | The Lost Christmas «Сайтан» (再誕)      | 13 января 2012  |
| phase 13 | Isolation «Гакуэн» (学園)               | 20 января 2012  |
| phase 14 | Election «Какуран» (攪乱)               | 27 января 2012  |
| phase 15 | Sacrifice «Кокухаку» (告白)             | 3 февраля 2012  |
| phase 16 | The Tyrant «О:коку» (王国)              | 10 февраля 2012 |
| phase 17 | Exodus «Какумэй» (革命)                 | 17 февраля 2012 |
| phase 18 | Dear… «Рю:ри» (流離)                    | 24 февраля 2012 |
| phase 19 | Rebirth «Сёкудзай» (贖罪)               | 2 марта 2012    |
| phase 20 | A Diary «Цуйсо:» (追想)                 | 9 марта 2012    |
| phase 21 | Emergence «Ука» (羽化)                  | 16 марта 2012   |
| phase 22 | Convergence «Инори» (祈り)              | 23 марта 2012   |

## Саундтреки

### My Dearest
| №  | Трек                                | Длительность |
| -- | ----------------------------------- | ------------ |
| 01 | My Dearest                          | 5:38         |
| 02 | 罪人                                | 3:46         |
| 03 | 大貧民                              | 4:20         |
| 04 | My Dearest (TV-Size)                | 1:30         |
| 05 | My Dearest (Instrumental)           | 5:38         |
| 06 | 罪人 (Instrumental)                 | 3:46         |
| 07 | 大貧民 (Instrumental)               | 4:20         |
| 08 | My Dearest (TV-Size + Instrumental) | 1:33         |

### Departures -Anata ni Okuru Ai no Uta-
Диск с песнями группы EGOIST.
CD 1
| № | Трек (оригинальное название)                                                       | Трек (транслитерация)                                                              | Длительность |
| - | ---------------------------------------------------------------------------------- | ---------------------------------------------------------------------------------- | ------------ |
| 1 | Departures 〜あなたにおくるアイの歌〜                                              | Departures -Anata ni Okuru Ai no Uta-                                              |              |
| 2 | エウテルペ                                                                         | Euterpe                                                                            |              |
| 3 | Departures 〜あなたにおくるアイの歌〜 (TV Edit)                                    | Departures -Anata ni Okuru Ai no Uta- (TV Edit)                                    |              |
| 4 | Departures 〜あなたにおくるアイの歌〜 (BOOM BOOM SATELLITES Remix -meteoric rain-) | Departures -Anata ni Okuru Ai no Uta- (BOOM BOOM SATELLITES Remix -meteoric rain-) |              |
| 5 | Departures 〜あなたにおくるアイの歌〜 -Instrumental-                               | Departures -Anata ni Okuru Ai no Uta- -Instrumental-                               |              |
| 6 | エウテルペ -Instrumental-                                                          | Euterpe -Instrumental-                                                             |              |
| 7 | Departures 〜あなたにおくるアイの歌〜 (TV Edit) -Instrumental-                     | Departures -Anata ni Okuru Ai no Uta- (TV Edit) -Instrumental-                     |              |

CD 2
| №  | Трек (оригинальное название)                                         | Трек (транслитерация)                   | Длительность |
| -- | -------------------------------------------------------------------- | --------------------------------------- | ------------ |
| 8  | Departures 〜あなたにおくるアイの歌〜 (Endingノンクレジットムービー) | Departures -Anata ni Okuru Ai no Uta-   |              |
| 9  | 「ギルティクラウン」 トレーラー60sec. (ver.3)                        | [Guilty Crown] Trailer 60 sec.          |              |
| 10 | TVスポット30sec.                                                     | TV Spot 30 sec.                         |              |
| 11 | DTVスポット15sec.                                                    | TV Spot 15 sec.                         |              |
| 12 | シングル発売告知 TVスポット15sec.                                    | Single Hatsubai Kokuchi TV Spot 15 sec. |              |

### Guilty Crown Original Soundtrack
В записи альбома принимали участие Mika Kobayashi, Cyua, Aimee Blackschleger, David Whitaker, Michiyo Honda, mpi.
| №  | Трек                          | Длительность |
| -- | ----------------------------- | ------------ |
| 01 | βιοζ (bios)                   | 4:33         |
| 02 | α (alpha)                     | 5:47         |
| 03 | Ω (omega)                     | 4:31         |
| 04 | Ready to Go by David Whitaker | 4:16         |
| 05 | friends                       | 3:48         |
| 06 | VOiD                          | 2:06         |
| 07 | gエ19 (ge19)                  | 2:18         |
| 08 | θεοι (theoi)                  | 3:37         |
| 09 | close your eyes               | 3:49         |
| 10 | Βασιλευζ (Basileus)           | 4:17         |
| 11 | π (phi)                       | 3:58         |
| 12 | Release My Soul               | 4:34         |
| 13 | κrOnё (krone)                 | 5:33         |
| 14 | Hill Of Sorrow                | 4:11         |
| 15 | Αποκαλυψιζ (APOCALYPSE)       | 4:50         |
| 16 | Home~this corner~             | 3:48         |
| 17 | Genesi§                       | 3:17         |
| 18 | βιοζ-δ (bios-delta)           | 2:35         |
| 19 | Rё∀L (Real)                   | 4:12         |

### The Everlasting Guilty Crown
Disc1 CD
| № | Трек (оригинальное название)                                                             | Длительность |
| - | ---------------------------------------------------------------------------------------- | ------------ |
| 1 | The Everlasting Guilty Crown                                                             | 5:28         |
| 2 | Kimi Sora Kiseki                                                                         | 5:08         |
| 3 | The Everlasting Guilty Crown（BOOM BOOM SATELLITES remix -The Last Moment Of The Dawn-） | 7:55         |
| 4 | The Everlasting Guilty Crown (TV Edit)                                                   | 1:36         |
| 5 | The Everlasting Guilty Crown -Instrumental-                                              | 5:27         |
| 6 | Kimi Sora Kiseki -Instrumental-                                                          | 5:05         |
| 7 | The Everlasting Guilty Crown（TV Edit）-Instrumental-                                    | 1:35         |

Disc2 DVD
| № | Трек (оригинальное название)                                      | Длительность |
| - | ----------------------------------------------------------------- | ------------ |
| 1 | The Everlasting Guilty Crown (ミュージックビデオ) (TV Edit ver.)  |              |
| 2 | The Everlasting Guilty Crown (オープニングノンクレジットムービー) |              |
| 3 | TVスポット15sec. TV SPOT                                          | 15 sec       |
| 4 | Departures 〜あなたにおくるアイの歌〜 (ミュージックビデオ)        |              |